# آب‌گرم (سلماس)
آب‌گرم، روستایی است از توابع بخش مرکزی شهرستان سلماس استان آذربایجان غربی ایران.این روستا در ۲۵ کیلومتری جنوب شرقی شهر سلماس واقع شده است . این روستای توریستی دارای جاذبه های دیدنی بسیاری است. از جمله چشمه آب معدنی ایستی سو,زیارتگاه حضرت انس ابن مالک صحابه پیامبر , باغات و مناطق سرسبز و دره ها و کوه های مناسب دره نوردی وکوه نوردی است. مردم این روستا از ترکان کره سنی هستند و به زبان ترکی آذربایجانی سخن می‌گویند.

## جمعیت
این روستا در دهستان کنارپروژ قرار داشته و بر اساس سرشماری سال ۱۳۸۵ جمعیت آن ۵۹۸ نفر (۱۱۳ خانوار) 
بوده‌است.